# Girolamo Zanchi
Pour les articles homonymes, voir Zanchi.
 (novembre 2023).
La mise en forme du texte ne suit pas les recommandations de Wikipédia : il faut le « wikifier ».
Les points d'amélioration suivants sont les cas les plus fréquents :
- Les titres sont pré-formatés par le logiciel. Ils ne sont ni en capitales, ni en gras.
- Le texte ne doit pas être écrit en capitales (les noms de famille non plus), ni en gras, ni en italique, ni en « petit »…
- Le gras n'est utilisé que pour surligner le titre de l'article dans l'introduction, une seule fois.
- L'italique est rarement utilisé : mots en langue étrangère, titres d'œuvres, noms de bateaux, etc.
- Les citations ne sont pas en italique mais en corps de texte normal. Elles sont entourées par des guillemets français : « et ».
- Les listes à puces sont à éviter, des paragraphes rédigés étant largement préférés. Les tableaux sont à réserver à la présentation de données structurées (résultats, etc.).
- Les appels de note de bas de page (petits chiffres en exposant, introduits par l'outil «  Source ») sont à placer entre la fin de phrase et le point final[comme ça].
- Les liens internes (vers d'autres articles de Wikipédia) sont à choisir avec parcimonie. Créez des liens vers des articles approfondissant le sujet. Les termes génériques sans rapport avec le sujet sont à éviter, ainsi que les répétitions de liens vers un même terme.
- Les liens externes sont à placer uniquement dans une section « Liens externes », à la fin de l'article. Ces liens sont à choisir avec parcimonie suivant les règles définies. Si un lien sert de source à l'article, son insertion dans le texte est à faire par les notes de bas de page.
- La présentation des références doit suivre les conventions bibliographiques. Il est recommandé d'utiliser les modèles {{Ouvrage}}, {{Chapitre}}, {{Article}}, {{Lien web}} et/ou {{Bibliographie}}. Le mode d'édition visuel peut mettre en forme automatiquement les références.
- Insérer une infobox (cadre d'informations à droite) n'est pas obligatoire pour parachever la mise en page.

Pour une aide détaillée, merci de consulter Aide:Wikification.
Si vous pensez que ces points ont été résolus, vous pouvez retirer ce bandeau et améliorer la mise en forme d'un autre article.
Girolamo Zanchi (Alzano Lombardo, 2 février 1516 - Heidelberg, 19 novembre 1590) est un théologien protestant d'origine italienne, mais qui passe l'essentiel de sa vie dans l'Empire.

## Biographie
Orphelin jeune, il entre chez les Chanoines réguliers de saint Augustin à l'âge de 15 ans, et étudie la philosophie, les lettres et la théologie. Il suit les leçons sur l'Épître aux Romains de Pierre Martyr Vermigli, alors le principal représentant de la Réforme en Italie. Alors que les persécutions s'intensifie, Zanchi quitte l'Italie pour Genève. Il obtient finalement une chaire pour l'Ancien Testament au collège de saint Thomas à Strasbourg (1553-1563). En 1563, il quitte le collège et part en Suisse pour s'occuper de la congrégation protestante italienne réfugiée à Chiavenna dans les Grisons. En 1567, le Prince Frédéric II (1515-1576) le pousse à accepter une chaire de théologie à l'Université de Heidelberg, où il rejoint Zacharias Ursinus (1534-1583). Il prend possession de sa chaire en 1568, et se voit octroyer la même année le bonnet de docteur. Il occupe la chaire pendant neuf ans (1568-1577), et à la mort de Frédéric III, il devient simple pasteur à Neustadt an der Haardt jusqu'à la fin de ses jours. Il meurt lors d'une visite à Heidelberg. Zanchi est l'auteur d'une œuvre immense. Il est l'auteur d'une défense de la Trinité (De tribus Elohim, 1572) contre les Antitrinitaires. Il s'inspire de la tradition aristotélicienne, mais il est plutôt abusif de parler de lui comme d'un "Italian Thomist" comme le fait Sachiko Kusukawa.

## Œuvres imprimées
- De tribus Elohim, Francfort/M., G. Corvinus, 1572.
- De operibus Dei intra spacium sex dierum creatis opus, Neustadt, N. Schramm für Wilhelm Harnisch, 1602 (3ème édition).